# Fartfeber
Fartfeber är en svensk svartvit dramafilm från 1953 i regi av Egil Holmsen. 

## Om filmen
Filmen hade Sverigepremiär den 27 november 1953. Den fick ett blandat mottagande av dåtidens recensenter. Staffan Tjerneld skrev för Expressen att "Ungdomarnas sociala bakgrund tecknas i idel schabloner", medan Ny Dags recensent skrev att filmen var "sann och bar äkthetens prägel". Arne Ragneborn fick även beröm för sin rötäggsroll.

## Handling
Gunnar och Ulf, "Kina" kallad, bor grannar. Båda lever i en fattig tillvaro. Medan Gunnar är mer tillbakadragen och blyg har Kina utvecklats till en småtjuv och rånare. Gunnar lockas så småningom med på sattyg av ligaledaren Kent och hans gäng som bland annat ägnar sig åt att "låna" bilar.

## Rollista
- Håkan Serner - Gunnar Norén
- Arne Ragneborn - Kent Grönholm
- Sven-Axel Carlsson - Ulf "Kina" Karlsson
- Erik Berglund - konsul Grönholm
- Britta Brunius - Gunnars mor
- Erna Groth - Gerd
- Harriett Philipson - Inez
- Erik Strandmark - rektor "Hebbe"
- Sven Lindberg - Björn Bergkvist
- Stig Järrel - förhörsledare
- Arne Källerud - Kinas far
- Torsten Lilliecrona - lektor Lundkvist
- Gus & Holger - komiker

Ej krediterade:
- Märta Dorff - Ellen
- Agda Helin - Kinas mor
- Artur Rolén - handlare Nilsson
- Julia Cæsar - en missnöjd kund hos handlaren
- Carl-Gunnar Wingård - Adolf, bilägare
- Nina Scenna - Gullan
- Arthur Fischer - rånad kioskägare
- Sune Mangs - elev på ungdomsvårdsskolan
- Gunnel Sporr - Hebbes fru
- Cacka Israelsson - man vid Konserthusets trappa

## DVD
Filmen gavs ut på DVD 2004 tillsammans med dramat Doktor Glas.